# Rygiel skalny

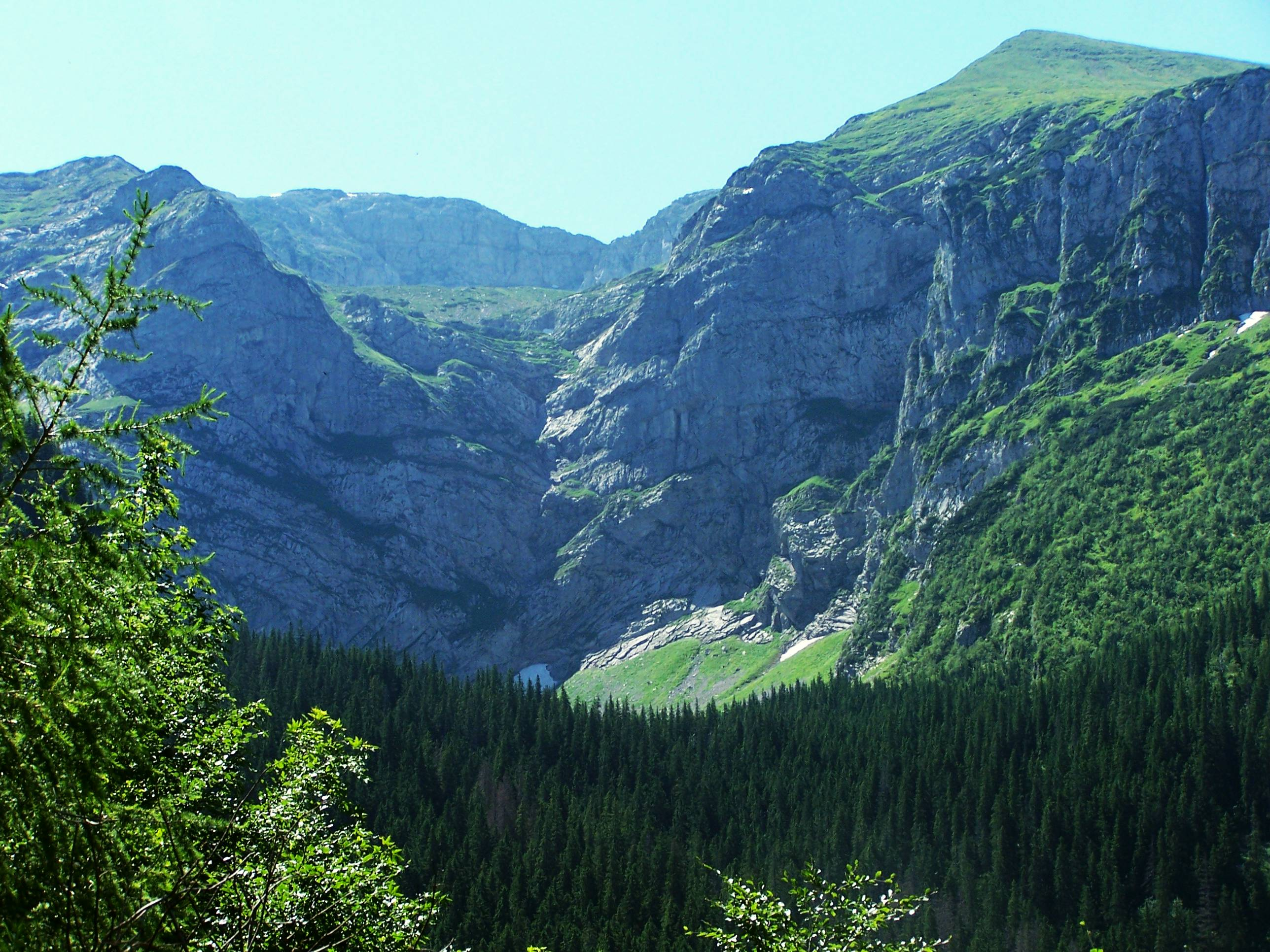
Rygiel skalny poniżej Doliny Mułowej w Tatrach

Rygiel skalny lub po prostu rygiel – wał z litej skały zagradzający w poprzek żłób lodowcowy, w którym może oddzielać przegłębienie (m.in. cyrk lodowcowy) od niższego odcinka doliny. Nazwa pochodzi z języka niemieckiego od słowa Riegel.
Czasami potok wypływający ze stawu powyżej rygla może go przerżnąć, tak np. jest przy Czarnym Stawie pod Rysami. Czasami na ryglu może się znajdować wytworzona przez lodowiec morena, jak np. na Czarnym Stawie Gąsienicowym. Jeżeli powyżej rygla występuje jeden lub kilka stawów, a rygiel jest stromy i wysoki, nazywa się go ścianą stawiarską.